# Epping Forest National Park
Epping Forest National Park är en nationalpark i Australien. Den ligger i delstaten Queensland, i den östra delen av landet, 1 500 km norr om huvudstaden Canberra. Epping Forest National Park ligger 230 meter över havet. Arean är 27,5 kvadratkilometer.
Omgivningarna runt Epping Forest National Park är i huvudsak ett öppet busklandskap.